# Błyszczak purpurowy
Błyszczak purpurowy (Lamprotornis purpureus) – gatunek średniej wielkości ptaka z rodziny szpakowatych (Sturnidae), zamieszkujący Afrykę Subsaharyjską. Nie jest zagrożony wyginięciem.

## Podgatunki i zasięg występowania
IOC wyróżnia dwa podgatunki L. purpureus:
- L. p. purpureus (Statius Müller, 1776) – Senegal i Gambia do Nigerii
- L. p. amethystinus (Heuglin, 1863) – Kamerun do Sudanu Południowego i zachodniej Kenii

## Morfologia
Długość ciała 22–27 cm, łącznie z krótkim ogonem. Upierzenie opalizujące, głównie purpurowe, skrzydła zielone. Oczy żółte. Nogi i dość duży dziób – czarne. Samce i samice wyglądają podobnie. Młode są o wiele bardziej matowe, mają szary spód ciała i brązowe oczy.

## Ekologia i zachowanie
Biotop
Sawanny, rzadkie lasy, sady, ogrody i pola uprawne.
Sezon lęgowy
Gniazdo zakłada w dziuplach drzew. Samica składa 2–4 jaja z których po 12–14 dniach wykluwają się młode.
Pokarm
Wszystkożerny – zjada m.in. bezkręgowce oraz jagody i nasiona.

## Status
W Czerwonej księdze gatunków zagrożonych Międzynarodowej Unii Ochrony Przyrody błyszczak purpurowy zaliczany jest do kategorii LC (ang. Least Concern – najmniejszej troski) nieprzerwanie od 1988 roku. Globalna wielkość populacji nie została oszacowana, ale gatunek ten opisywany jest jako pospolity, często bardzo liczny. Trend liczebności populacji uznawany jest za stabilny.